# Upeneichthys
Upeneichthys Bleeker, 1855 è un genere di pesci perciformi appartenenti alla famiglia Mullidae.

## Distribuzione e habitat
Sono specie demersali provenienti dall'oceano Indiano e dall'oceano Pacifico.

## Descrizione
Presentano un corpo leggermente compresso sull'addome e allungato. Le pinne dorsali sono due, la pinna caudale è biforcuta. La specie di dimensioni maggiori è U. lineatus.

## Tassonomia
In questo genere sono riconosciute 3 specie:
- Upeneichthys lineatus (Bloch & Schneider, 1801)
- Upeneichthys stotti Hutchins, 1990
- Upeneichthys vlamingii (Cuvier, 1829)